# آدام لاک
آدام لاک (انگلیسی: Adam Locke؛ زادهٔ ۲۰ اوت ۱۹۷۰) بازیکن فوتبال اهل بریتانیا است.
از باشگاه‌هایی که در آن بازی کرده‌است می‌توان به باشگاه فوتبال کریستال پالاس، باشگاه فوتبال هورنچورج، باشگاه فوتبال کولچستر یونایتد، باشگاه فوتبال لوتون تاون، باشگاه فوتبال ساوتند یونایتد، باشگاه فوتبال وایتلیف، باشگاه فوتبال توتینگ اند میتچام یونایتد، باشگاه فوتبال بروملی، و باشگاه فوتبال بریستول سیتی اشاره کرد.